# ¿Adónde van nuestros hijos?
¿Adónde van nuestros hijos? es una pel·lícula mexicana de 1958 i dirigida per Benito Alazraki, protagonitzada per Dolores del Río, basada en l'obra teatral Medio tono de Rodolfo Usigli.

## Argument
Martín és un buròcrata que viu amb la seva esposa Rosa i els seus fills Juliol, Gabriela, Sara, Víctor i el petit Martín. Quan cadascun dels seus fills comencen a enfrontar problemes de la vida, Martín i Rosa arriben a un punt en la seva llarga relació en què les indecisions i els enfrontaments semblen tornar-se pa de cada dia, i el seu matrimoni es veurà en perill... juntament amb la unitat familiar dels seus fills.

## Repartiment
- Dolores del Río - Rosa
- Tito Junco - Martín Sierra
- Ana Bertha Lepe - Gabriela
- Martha Mijares - Sara
- Carlos Rivas - Eduardo
- León Michel - Víctor
- Carlos Fernández - Julio
- Rogelio "Frijolitos" Jiménez-Pons - Martincito
- Carlos Riquelme - Don Miguel
- Andrea Palma - Mare de Carlos